# Danthonidium gammiei
Danthonidium gammiei är en gräsart som först beskrevs av R.K. Bhide, och fick sitt nu gällande namn av Charles Edward Hubbard. Danthonidium gammiei ingår i släktet Danthonidium, och familjen gräs. Inga underarter finns listade i Catalogue of Life.